# Heike Lehmann
Heike Lehmann   (Neustrelitz, 29 de març de 1962), posteriorment de casada primer Grund i més tard Weber, és una jugadora de voleibol alemanya, ja retirada, que va competir sota bandera de la República Democràtica Alemanya des de finals de la dècada de 1970 fins a la reunificació alemanya. Es retirà el 1998.
El 1980 va prendre part en els Jocs Olímpics d'Estiu de Moscou, on guanyà la medalla de plata en la competició de voleibol. En el seu palmarès també destaquen una medalla d'or i una de plata al Campionat d'Europa de voleibol de 1983 i 1985 respectivament.
Pel que fa a clubs, jugà amb el SC Dynamo Berlin, amb qui guanyà la lliga de la RDA de 1985 a 1989 i la Recopa d'Europa de 1985. Entre 1992 i 1997 jugà a vòlei platja.